# 中華裂腹魚
中華裂腹鱼（学名：Schizothorax sinensis）为輻鰭魚綱鯉形目鲤科裂腹鱼属的其中一種，該物種於1889年由所羅門·赫澤斯坦描述及命名，主要分布於亞洲中國長江流域，體長可達14.5公分。
其种加词“sinensis”意为“中华的”。